# Jefferson (Nou Hampshire)
Jefferson és una població dels Estats Units a l'estat de Nou Hampshire. Segons el cens del 2000 tenia 1.006 habitants.

## Demografia
Segons el cens del 2000, Jefferson tenia 1.006 habitants, 407 habitatges, i 295 famílies. La densitat de població era de 7,7 habitants per km².
Dels 407 habitatges en un 28% hi vivien nens de menys de 18 anys, en un 62,4% hi vivien parelles casades, en un 5,2% dones solteres, i en un 27,5% no eren unitats familiars. En el 20,4% dels habitatges hi vivien persones soles el 6,9% de les quals corresponia a persones de 65 anys o més que vivien soles. El nombre mitjà de persones vivint en cada habitatge era de 2,47 i el nombre mitjà de persones que vivien en cada família era de 2,84.
Per edats la població es repartia de la següent manera: un 22% tenia menys de 18 anys, un 4,5% entre 18 i 24, un 27,2% entre 25 i 44, un 32,4% de 45 a 60 i un 13,9% 65 anys o més.
L'edat mediana era de 43 anys. Per cada 100 dones de 18 o més anys hi havia 105 homes.
La renda mediana per habitatge era de 41.089$ i la renda mediana per família de 42.067$. Els homes tenien una renda mediana de 27.130$ mentre que les dones 21.382$. La renda per capita de la població era de 19.556$. Entorn del 4,7% de les famílies i el 8,2% de la població estaven per davall del llindar de pobresa.